# フィリーネ・エ・インチーザ・ヴァルダルノ
フィリーネ・エ・インチーザ・ヴァルダルノ（伊: Figline e Incisa Valdarno）は、イタリア共和国トスカーナ州フィレンツェ県にある、人口約23,000人の基礎自治体（コムーネ）。
コムーネ統廃合 (it:Fusione di comuni italiani) により、2014年1月1日にフィリーネ・ヴァルダルノとインチーザ・イン・ヴァル・ダルノが合併して新自治体が発足した。

## 地理

### 位置・広がり

#### 隣接コムーネ
隣接するコムーネは以下の通り。括弧内のARはアレッツォ県所属を示す。
- カステルフランコ・ピアーンディスコ (AR)
- カヴリーリア (AR)
- グレーヴェ・イン・キアンティ
- レッジェッロ
- リニャーノ・スッラルノ
- サン・ジョヴァンニ・ヴァルダルノ (AR)

### 気候分類・地震分類
フィリーネ・エ・インチーザ・ヴァルダルノにおけるイタリアの地震リスク階級 (it) は、zona 3 (sismicità bassa) に分類される。

## 行政

### 分離集落
フィリーネ・エ・インチーザ・ヴァルダルノには、以下の分離集落（フラツィオーネ）がある。
- Porcellino, Restone, Cesto, Gaville, Ponte agli Stolli, Brollo, Burchio, Palazzolo, Poggio alla Croce

## 人物

### おもな出身者
- マルシリオ・フィチーノ - ルネサンス期の人文主義者、哲学者、神学者。